# 기요타키 터널
기요타키 터널(영어: Kiyotaki Tunnel)은 1927년 일본 교토에 개통된 터널로 교토의 니시하타 사가노 산중에 위치한 기요타키 고개를 통과하는 터널이다. 통과 높이는 3.4m이다. 이 터널을 직접 통과할 수 있지만, 옆에 나 있는 우회도로를 이용할 수 있다.

## 연혁
1927년 당시 교토 기요타키 고개를 넘어가는 협궤철도의 단선터널로 건설되었다.
이후 1972년 해당 협궤철도가 폐선되면서 철도를 걷어내고 도로 터널로 개조했다.

## 특징
이 터널은 과거 협궤철도 단선터널로 건설되었기 때문에 폭이 좁은 편이며, 이에 따라 터널의 양 끝에서 신호기를 설치하여, 방향마다 시간별 교차통행을 시키고 있다.
비슷한 터널로는 대한민국 전라남도 여수시 구 국도 제 17호선 혹은 구 전라선상에 위치한 마래터널이 있다.

## 공포의 터널
기요타키 터널은 1972년 도로 터널로 재개통 이후로 이누나키 터널, 이코마 터널과 함께 '일본의 3대 공포 터널'로 알려졌으며 한때 일본 열도 전체를 공포에 몰아넣기도 하였다. 연장은 444m이다. 이 수치는 KBS 놀라운 아시아 취재팀이 직접 측정한 수치이다.
일설에 의하면, 터널을 통과한 경험자의 말에 따르면 다음과 같다고 한다.
1. 앞에 신호등이 파란색일 때 그대로 통과하면 여자 귀신을 만난다.
2. 터널을 통과하는 도중에 여자 귀신이 보닛에 떨어진다.
3. 갈 때와 돌아올 때의 터널 길이가 서로 다르다.(KBS 놀라운 아시아 취재팀의 측정 결과)
4. 터널에 보면 백미러가 하나 있는데, 유독 아래로 향해 있다. 이 백미러를 보았을 때 백미러에 비친 여자 귀신을 보면 죽는다.[3]
5. 이 터널 공사 당시에는 기계를 사용하지 않았기 때문에(수굴), 몇 명의 노동자들이 죽었다. 이 노동자들의 한 때문에 교통 사고가 발생한다.

이 외에도 여러 흉흉한 소문이 나돌고 있다.
또한, 이 터널은 경찰청 통계에 따르면 1년에 수백 건 이상의 교통 사고가 발생할 정도로 교통 사고 다발 지역으로 유명하다.

### 생존자
일설에 의하면, 이 터널을 지나간 사람은 한결같이 죽거나 아니면 실종되었다고 한다. 그런데 생존자도 더러 있는데, 이 터널은 통과한 사람 중에서 생존자인, 20대의 '가헤에'의 말에 의하면, '20대 후반의 여성 귀신이 갑자기 차 위에 떨어졌는데 갑자기 차가 제멋대로 움직이면서 핸들이 말을 안 들었고 무서웠지만 꾹 참고 정말 겨우 터널을 빠져나왔다'고 증언하면서 '저 터널은 공포의 공간이 아니라 저주의 공간이다'라고 직설적으로 표현하였다.
물론 주변 주민들은 그래도 이용을 하는 편이기 때문에 이에 대해서는 확인할 바는 없지만, 실제로 사고가 다른 곳에 비해서 매우 잦고, 사망사고도 매우 잦은 곳이라는 점에서 특히 미스테리이다.

## 같이 보기
- 이코마 터널
- 이누나키 터널
- 미도로 연못